# Lohnauffüllung

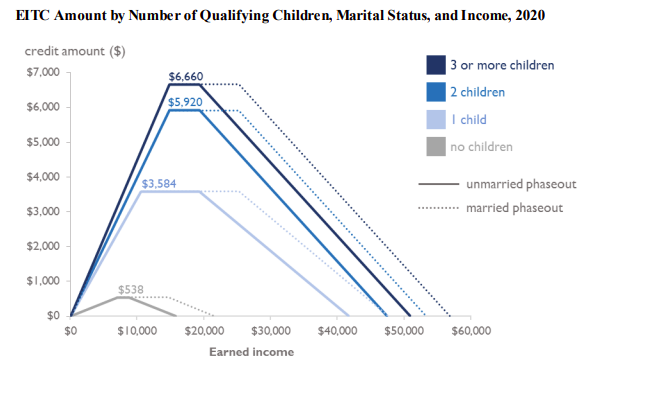
EITC, Vereinigte Staaten, 2020

Lohnauffüllung bezeichnet eine Form der Lohnsubvention. In der Regel ist damit die "Earned Income Tax Credit (EITC)" (wörtlich "Arbeitseinkommensteuergutschrift") der USA gemeint. Lohnsubventionen gibt es auch in Großbritannien, Irland, USA, Kanada, Neuseeland, Finnland, Belgien, Frankreich, Niederlande und Dänemark.
In den USA wurde die EITC 1975 beschlossen und seither mehrfach angepasst. Die EITC ist derzeit  das größte Programm zur Armutsbekämpfung in den USA und findet dort breite Unterstützung.

## Struktur des EITC
Die Lohnauffüllung der Vereinigten Staaten beruht auf einem Dreistufenansatz
- in der Eingangsstufe sorgen sinkende Einkünfte für einen steigenden prozentualen Auffüllbetrag,
- in der Plateaustufe wird ein Maximalbetrag gezahlt, der durch weitere Einkünfte unverändert bleibt,
- und geht dann in eine Ausklingstufe darüber über, in der der Auffüllbetrag absinkt.

Im Jahre 2006 hat eine Familie mit zwei Kindern einen Anspruch auf 40 % Lohnauffüllung bei einem eigenen Arbeitseinkommen bis 10.750 USD, der Maximalbetrag von 4400 USD wird im Plateaubereich bei einem Arbeitseinkommen bis 15.000 USD erreicht. Danach sinkt der Auffüllbetrag wieder und entfällt bei einem Arbeitseinkommen von 35.000 USD ganz. Verheiratete mit gemeinschaftlicher Einkommensteuererklärung bekommen 2000 USD Aufschlag für die Ausklingphase. Bei Familien mit einem Kind liegt der Prozentsatz in der Eingangsstufe bei 34 % und einem Maximalbetrag von 2604 USD. Ohne unterhaltsberechtigte Familienangehörige liegt die Lohnauffüllung bei 7,65 % mit einem Maximalsatz von 380 USD, die dem Arbeitnehmeranteil der US-Sozialversicherung entspricht. Die Auszahlbeträge unterliegen einer ständigen Inflationsanpassung.
| Einkommen (x)   | EITC Stufe    | Gutschrift bei 2 und mehr Kindern |
| --------------- | ------------- | --------------------------------- |
| $0–$11,790      | Eingangsstufe | 40 % * x                          |
| $11,791–$15,399 | Plateaustufe  | $4,716                            |
| $15,400–$37,782 | Ausklingstufe | $4,716 - 21,06 % * (x - $15,399)  |
| >= $37,783      | kein Anspruch | $0                                |
| Einkommen (x)   | Stufe         | Gutschrift bei 1 Kind             |
| $0– $8,391      | Eingangsstufe | 34 % * x                          |
| $8,392–$15,399  | Plateaustufe  | $2,853                            |
| $15,400–$33,240 | Ausklingstufe | $2,853 - 15,98 % * (x - $15,399)  |
| >= $33,241      | kein Anspruch | $0                                |
| Einkommen (x)   | Stufe         | Gutschrift ohne Kinder            |
| $0– $5,595      | Eingangsstufe | 7,65 % * x                        |
| $5,596– $6,999  | Plateaustufe  | $428                              |
| $7,000–$12,589  | Ausklingstufe | $428 - 7,65 % * (x - $6,999)      |
| >= $12,590      | kein Anspruch | $0                                |

Zusätzlich zur bundesweiten Lohnauffüllung haben 11 Bundesstaaten eine zusätzliche Lohnauffüllung beschlossen. Diese entsprechen strukturell dem nationalen EITC auf kleinerer Skala – etwa 15 bis 30 Prozent je nach Bundesstaat – die auf einkommensteuerpflichtige Löhne gewährt werden. Darüber hinaus gibt es kommunale Programme zur Lohnauffüllung in New York City, in Montgomery County (Maryland) und in San Francisco.

### Nichtabruf des EITC
Der Bundesrechnungshof (GAO) und die Bundessteuerbehörde (IRS) verweisen darauf, dass 15 % bis 25 % der anspruchsberechtigten Haushalte keine Lohnauffüllung beantragen. Dies entspricht etwa 3,5 bis 7 Millionen Haushalten, die mehrere Milliarden an Auffüllbeträgen nicht abrufen.
Im Jahre 2002 lag die durchschnittliche Lohnauffüllung im US EITC bei $1766 pro Familie, womit die 15 % Nichtabruf in etwa 6,65 Milliarden US-Dollar entspricht (fast 12 Milliarden bei 25 %).

## Andere Länder
Zu den Staaten mit Lohnauffüllung gehören unter anderem Großbritannien, Irland, USA, Kanada, Neuseeland, Finnland, Belgien, Frankreich, Niederlande und Dänemark. In einigen Fällen ist die maximale Lohnauffüllung gering (in Finnland bei 290 Euro), in anderen Staaten wird der US-Maximalbetrag noch deutlich übertroffen (in Großbritannien bis zu 6150 Euro).
In Kanada ähnelt das "working income tax benefit" (Arbeitseinkommen-Steuerbonus) dem britischen WFTC.

### Vereinigtes Königreich
Im Vereinigten Königreich sind der "Working Tax Credit" (WTC – wörtlich Arbeits-Steuergutschrift) und der "Child Tax Credit" (CTC – wörtlich Kinder-Steuergutschrift) aktivierende Solidarzuschüsse für Berufstätigkeit mit niedrigen Einkommen. WTC und CTC haben seit dem Beschluss vom April 2003 den davor bestehenden kombinierten "Working Families Tax Credit" (WFTC – wörtlich Arbeitsfamilien-Steuergutschrift) abgelöst, der vom April 1999 bis März 2003 bestand. Dieser wiederum war eine Übergangslösung des davor gewährten "Family Credit" (FC – wörtlich Familiengutschrift), der 1986 beschlossen wurde. WTC und CTC werden aufgrund der jährlichen Einkommensteuererklärung berechnet. Der Zahlbetrag der Steuergutschrift kann dabei den Einkommensteuerbetrag übersteigen (negative Einkommensteuer). Voraussetzung für den WTC ist allerdings eine Mindestzahl bezahlter Arbeitsstunden. Im WTC/CTC wird ein Sockelbetrag aus verschiedenen Anspruchsberechtigungen errechnet, von dem prozentual zum Arbeitseinkommen ein Abzug vorgenommen wird – im Steuerjahr 2006/2007 gab es £1,620 je Haushalt, £545 für Eltern und £1,690 je Kind, davon wurden 37 % des Arbeitseinkommens abgezogen. Im Steuerjahr 2008/2009 wurden der Satz auf 39 % erhöht.
In Großbritannien nahmen 2007 80 % der Anspruchsberechtigten die Lohnauffüllung nach WTC/CTC in Anspruch und etwa 5 % aller Erwerbstätigen bezogen Gelder aus der Steuergutschrift.
Für ab dem 6. April 2017 geborene Kinder, deren Familien bereits zwei Kinder haben, wird der CTC nicht mehr gewährt. Ausnahmen gelten bezüglich Pflegekindern, Mehrlingsgeschwisterkindern, Adoptivkindern und Kindern aus einer Vergewaltigung hervorgegangen sind. Der Familienanteil des CTC (family element of child tax credit) wurde gestrichen und wird als Übergangsmaßnahme nur denjenigen Familien weiterhin gezahlt, die bereits am 6. April 2017 ein Kind hatten.

## Auswirkung
Die Lohnauffüllung ist die breiteste Form der Armutsbekämpfung in den USA. Aufgrund der Struktur entlastet sie besonders die Familien mit Geringstverdienern. Dem stehen nur 30 % jener gegenüber, die zum gesetzlichen Mindestlohn arbeiten und an der Armutsgrenze leben, in der Regel sind dies Jugendliche, Studenten und kinderlose Hausfrauen mit Nebeneinkünften. Im Jahre 2005 haben fast 21 Millionen Familien mehr als 36 Milliarden US-Dollar aus dem EITC-Programm bezogen. Die Lohnauffüllung hat erhebliche Auswirkungen auf die Familien und Gemeinden mit Geringstverdienern, da über diesen Weg 5 Millionen Familien über die bundesweite Armutsgrenze gehoben werden. Da diese Grenze zum Existenzminimum meist auch die Grenze für Ansprüche auf andere staatliche Hilfszahlungen ist, entfallen für EITC-berechtigte Lohnempfänger in der Regel andere Zuschussformen. Wirtschaftsexperten schätzen, dass jeder Extradollar bei Geringverdienern und Beziehern unterer Einkommen einen Multiplikatoreffekt von 1,5 bis 2 auf die tatsächlich verbrauchten Haushaltsgelder hat, die den Familien und ihren Gemeinden zur Verfügung stehen. Unter der konservativsten Annahme bewirkt jeder Dollar aus der Lohnauffüllung einen Nachfrageanstieg von 1,5 Dollar, der vor allem das wirtschaftliche Leben der Kommunen stützt.
Forschungen haben gezeigt, dass die Lohnauffüllung zu einem erheblichen Anstieg des Beschäftigungsgrades führten, insbesondere bei schlecht ausgebildeten alleinstehenden Müttern. Andererseits gibt es Hinweise, dass die Zusatzbeschäftigung zu einer Verringerung der Stundenlöhne bei den Anspruchsberechtigten geführt hat.

## Vergleich
Im Vergleich mit anderen staatlichen Transferleistungen gibt es bei der Lohnauffüllung keinen Anreiz, sich ohne eigenes Arbeitsaufkommen allein auf Sozialhilfe zu verlassen. Der Druck zur Aufnahme einer niedrigbezahlten Tätigkeit kommt hier sogar ohne bürokratische Anstrengungen aus, wie sie beim in Deutschland üblichen Arbeitslosengeld II gängig ist. Die Bemessungsgrundlage zur Auszahlungshöhe erfordert keine gesonderte Bedürftigkeitsprüfung, sondern sie erfolgt bei der Erfassung des lohnsteuerpflichtigen Einkommens (Einkommen aus nichtselbständiger Tätigkeit). Im Rahmen des allgemeinen Lohnsteuerjahresausgleichs werden dann tatsächliches Einkommen des Jahres, die vom Arbeitgeber abgeführten Steuern und die vorab erhaltenen Lohnauffüllungen miteinander verrechnet.
Auf der anderen Seite wird ein Niedriglohnsektor geschaffen, sowohl mit den Vorteilen als Standort von Produktionsbetrieben mit Arbeitsstellen für minderqualifizierte Arbeitskräfte, als auch mit dem Nachteil der Absenkung des Lohnniveaus anderer geringqualifizierter Arbeitskräfte, teils sogar unter das Sozialhilfeniveau. Dieser Effekt ist im Rahmen der Hartz-IV Gesetze in Deutschland bereits gängig – um Jahresende 2007 gab es ca. 1,3 Millionen Bezieher von ergänzendem Arbeitslosengeld II (Aufstocker) zu ihrem geringen Erwerbseinkommen, mit dem sie weiter bedürftig im Sinne des SGB II sind (also alle Zusatzeinnahmen voll mindernd wirken).
Demgegenüber bietet die Lohnauffüllung einen größeren Anreiz zur Erweiterung von Arbeitstätigkeit auch bei geringen erzielbaren Stundenlöhnen, da sie auch über die Grenze des Sozialhilfeniveaus hinauswirkt. Dies trifft insbesondere für minderqualifizierte alleinstehende Mütter zu, die in Deutschland durch die weiteren Sozialbeiträge je Kind zu einer Grundsicherung kommen, die weit über den erzielbaren Einkünften auf dem Arbeitsmarkt liegen. Zu einem positiven Nebeneffekt gehört, dass das Bemühen um die Aufnahme sehr kleiner Jobs (um anspruchsberechtigt zur Lohnauffüllung zu werden) das wirtschaftliche Beziehungsgeflecht gestärkt wird, das hier wie da die Hauptquelle für das Auffinden von längerfristigen vollwertigen Anstellungen ist.
Die Kosten der Lohnauffüllung sind überschaubar – sie bewegen sich den USA bei etwa 30 Milliarden Euro und in Großbritannien bei 10 Milliarden Euro. Mit etwa 80 % Inanspruchnahme der Bedürftigen liegt der Wert höher als in hiesigen Sozialhilfesystemen, zum Vergleich nehmen nur 40 % der Berechtigten in Österreich die Sozialhilfe wahr., womit die Absicht der Hilfe für Geringverdiener besser erfüllt wird. Eine Besonderheit ist, dass die Lohnauffüllung im Regelfall auf das Haushaltseinkommen berechnet wird – bei Familien mit Kindern und einem Geringverdiener wird der Druck zur Aufnahme einer Beschäftigung für den zweiten Elternteil deutlich verringert.